# پوپوف ۳۰۷۴
سیارک ۳۰۷۴ (به انگلیسی: 3074 Popov، نامگذاری:1979YE9) سه هزار و هفتاد و چهارمین سیارک کشف شده‌است که در ۲۴ دسامبر ۱۹۷۹ کشف شد.
قدر مطلق سیارک برابر ۱۳٫۶۰ است.